# Chthiononetes tenuis
Chthiononetes tenuis is een spinnensoort in de taxonomische indeling van de hangmatspinnen (Linyphiidae).
Het dier behoort tot het geslacht Chthiononetes. De wetenschappelijke naam van de soort werd voor het eerst geldig gepubliceerd in 1993 door Alfred Frank Millidge.